# André Citroën
André Gustave Citroën (ur. 5 lutego 1878 w Paryżu, zm. 3 lipca 1935 tamże) – francuski inżynier i przedsiębiorca, założyciel fabryki samochodów, których marka nosi jego nazwisko Citroën.

## Życiorys
Ojcem André Citroëna był holenderski handlarz diamentami Levie Citroën, matką warszawianka, Masza Amelia Kleinman, oboje pochodzenia żydowskiego. Poznali się w Warszawie, dokąd Leviego wysłał z Amsterdamu jego ojciec Barend w celach handlowych. To Barend, dziadek André, wymyślił nazwisko Citroën – wcześniej ta niegdyś znana z handlu owocami rodzina nazywała się Limonenman. Rodzice André wyemigrowali z Warszawy do Francji w 1873 roku, a Levie popełnił samobójstwo, gdy André miał 5 lat. André był ich piątym i ostatnim dzieckiem.

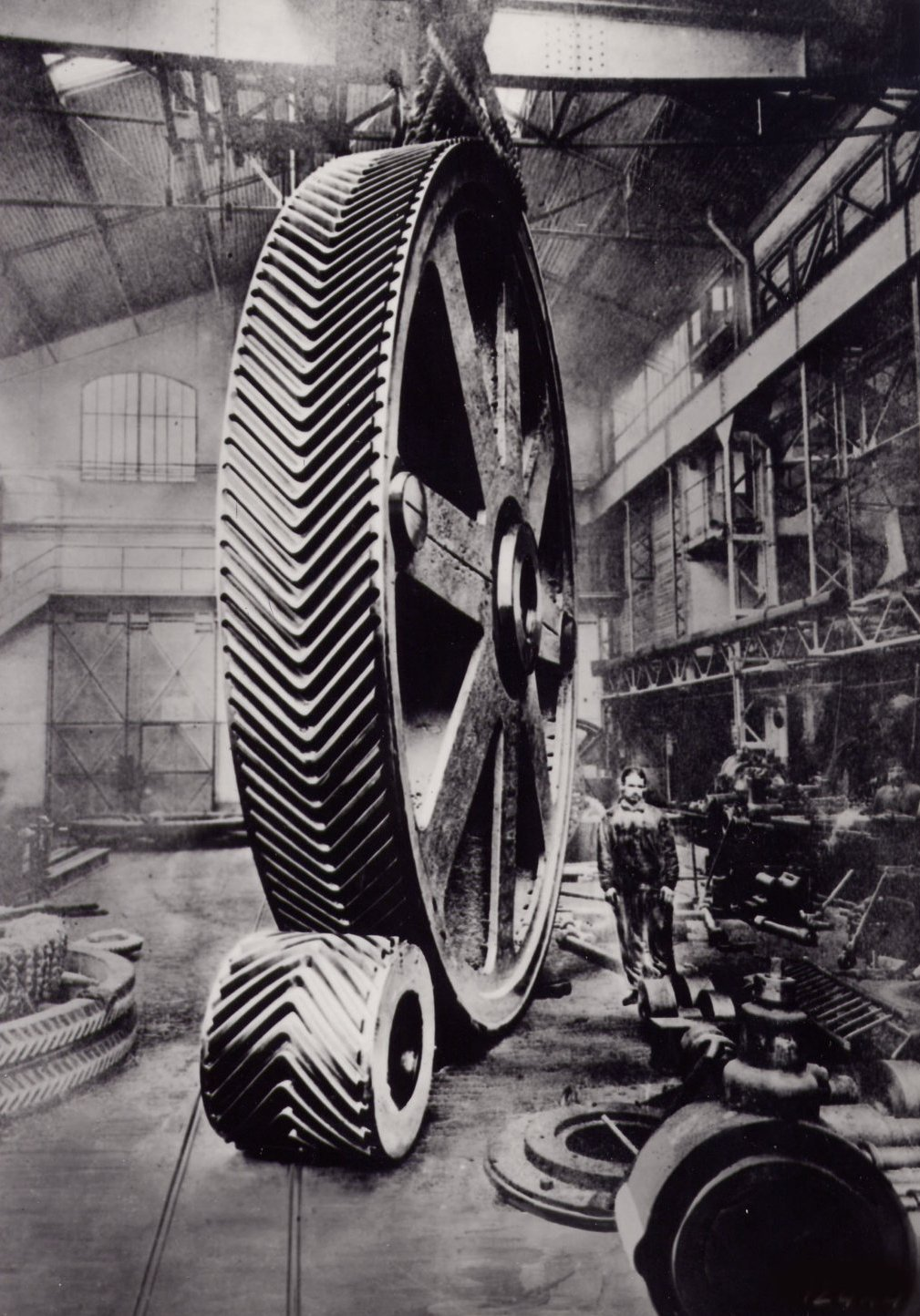
Przekładnia z zębami daszkowymi, które przedsiębiorstwo Citroën przyjęło za swoje logo.

André Citroën studiował w École polytechnique. Po ukończeniu studiów i krótko po śmierci matki, w roku 1900, podczas podróży do Polski, odkrył dzięki szwagrowi (bankier Bronisław Goldfeder) w małej fabryce w miejscowości Głowno nieznany we Francji, tańszy sposób wytwarzania przekładni zębatych o zębach daszkowych i kupił na niego patent. Przekładnie takie były trwalsze i pracowały ciszej od tradycyjnych. Po powrocie otworzył mały zakład mechaniczny Przedsiębiorstwo przekładni zębatych Citroëna (Société des engrenages Citroën), zatrudniający ok. 10 pracowników. Zęby koła zębatego daszkowego znalazły się w znaku firmowym Citroëna i do dziś są symbolem tej marki. Po siedmiu latach został powołany do zarządzania upadającą spółką samochodową Mors. Do roku 1914 udało mu się dziesięciokrotnie pomnożyć obroty przedsiębiorstwa. Pojechał następnie do Detroit, żeby nauczyć się wynalezionej przez Fredericka Taylora technologii produkcji seryjnej, którą Henry Ford zastosował w swoim samochodzie – modelu T.
Zastosował tę technologię do produkcji pocisków do dział na potrzeby I wojny światowej, po jej zakończeniu przekształcił zakład w fabrykę samochodów ze standardową karoserią. W roku 1919 uruchomił produkcję modelu A o mocy 18 KM, następne modele powstały w latach 1921 (B2), 1924 (B10), 1925 (B12). W roku 1928 produkcja Citroëna osiągnęła 400 pojazdów dziennie, czyli 1/3 wszystkich samochodów we Francji, a rok później jego fabryka osiągnęła 100 tys. wytworzonych aut w ciągu roku. Po 10 latach działalności jego firma była największym producentem aut poza USA i czwartym największym na świecie.
Zorganizował system komunikacji podmiejskiej Paryża, a w 1924 r. zreorganizował także paryską korporację taksówkową. Citroën wprowadzała innowacyjne jak na tamte czasy metody marketingowe, przykładając dużą wagę do wartości artystycznej materiałów reklamowych i umieszczając swoje reklamy w prestiżowych lokalizacjach (m.in. na wieży Eiffla) czy dbając o PR (np. przyjęcie na cześć Charlesa Lindberga po jego przelocie przez Atlantyk, produkcja zabawkowych samochodzików odwzorowujących auta Citroën oraz dziecięcych autek Citroënette napędzanych pedałami lub silnikiem elektrycznym – urządzano także wyścigi tych autek, czy sponsorowanie zamorskich wypraw naukowych).
Próbował wprowadzić pierwszy seryjny samochód z napędem na przednie koła i samonośną karoserią, ale początkowe próby były nieudane, co spowodowało duże straty finansowe. Do kryzysu finansów Citroëna dołożyła się jego pasja do kasyn gry, w rezultacie niekorzystny bilans przedsiębiorstwa w roku 1934 spowodował przejęcie jej przez przedsiębiorstwo Michelin, głównego wierzyciela. W następnym roku Citroën zmarł z powodu raka żołądka.

## Życie prywatne
Jego najstarsza siostra Jeanne (ur. 31 sierpnia 1872 w Paryżu, zm. 14 kwietnia 1932 w Warszawie) była żoną Bronisława Goldfedera (1862-1932), konsula honorowego Japonii, z którym miała trzy córki, Zuzannę Neuman (1894-1943), Alicję Leonhard (1897-1985) i Amelię Berlinerblau (1900-1942). Jeanne jest pochowana na cmentarzu żydowskim w Warszawie.

## Upamiętnienie w Polsce
W Szczecinie znajduje się ulica André Citroëna.